# Apofizy sternalne
Apofizy sternalne (łac. apophysis sternalis) – elementy endoszkieletu owadów, apofizy sterna tułowiowych.
Apofizy te wyrastają z eusterna tułowiowych po ich wewnętrznej stronie. Stanowią parzyste boczne apodemy eusternum. Od zewnątrz zaznaczone są przez sternalne dołki apofizowe.
Nasady tych apofiz mogą być połączone przez sternacosta. U wyżej rozwiniętych Pterygota, apofizy te wykształcone są w Y-kształtne widełki sternalne.
Zewnętrzne końce apofiz sternalnych ściśle odpowiadają wewnętrznym końcom ramion pleuralnych danego segmentu tułowia, łącząc się z nimi zwykle krótkimi mięśniami lub zlewając z nimi. W przypadku zlania się formują wspólnie łuk przechodzący przez jamki biodrowe i łączący sternum z pleuronem.
Na apofizach tych zaczepiają niektóre mięśnie brzuszne odnóży. Stanowią one również wsparcie głównych mięśni podłużnych brzusznej strony tułowia. Ponadto wzmacniają konstrukcję tułowia